# 沈威
沈威（英語：Shum Wai，1948年—2022年6月9日），原名沈達威，前香港男演員，1970年代開始加入電影界，1985年憑1984年電影《省港旗兵》獲得第4屆香港電影金像獎最佳男配角獎。

## 生平
沈威對上有兄長。為了滿足演戲興趣，沈威於1970年代涉足香港電影圈，成為國泰電影公司當時的新晉演員。但基於有一次接拍導演屠光啟執導的電影時被指不遵從導演指示，使他感受到當演員的委屈，加上薪酬不高，於是決定轉行，當過龍虎武師和潛水員。從1975年開始，沈威當過國泰公司宣傳部文員（與有「娛樂圈教母」之稱的女記者兼專欄作家林冰為同事），1980年起任職法律行政人員。自1984年回歸影圈以來，他一邊繼續於律師樓工作，一邊參演電影，1986年更以停薪留職方式集中拍攝電影。
1984年，沈威參演由麥當雄執導的《省港旗兵》，憑藉飾演兩面派阿泰一角，於1985年獲得第4屆香港電影金像獎最佳男配角獎項，從而一舉成名。當年在拍攝電影《省港旗兵》期間，導演麥當雄讓人把沈威綁在淋滿汽油的車上，然後趁沈威不覺突然點火，險些把沈威燒死在車內。沈威在車上掙扎時真實的驚慌表情全部被攝入鏡頭之中，雖然成為該齣電影的一大亮點，卻因此令他和麥當雄發生爭執。而沈威此後並未因此而走紅，仍然長期在各類電影中出演配角或反派角色。他另一方面曾涉足監製、編劇（曾以筆名「霍敬堯」創作）等幕後工作，成績都未如理想，同期還當上武術指導。執導電影時期則曾獲台資「嘉氏影業（香港）公司」出資拍攝作品，如《新龍爭虎鬥》，擔任副導演與導演的電影合計7部。
1994年至1998年，沈威加入無綫電視，演出十多部電視劇，至2002年淡出影視圈，並定居北京。及後他在2017年曾復出接拍兩套中國內地電視劇集。2019年4月一度因肺炎與呼吸衰竭而被送到首都醫科大學附屬北京潞河醫院深切治療部接受治療。2022年6月9日，沈威於九龍油麻地廣華醫院離世，享壽74歲。

## 個人生活
沈威曾經結婚，前妻陳慧玲是一名商人。在1980年代，他的女友（後為妻子）於1989年6月為他未婚生子。至2022年逝世前，沈威育有1名女兒（1989年6月8日出生）。此外，沈威是多年好友、演員王龍威女兒的誼父。

## 演出作品

### 電視劇（無綫電視）
| 首播   | 名稱               | 角色   | 備註 |
| 1994年 | 壹號皇庭III        | 白承天 |      |
| 1994年 | 小李飛刀           | 姥姥   |      |
| 1994年 | 命轉乾坤           | 秦寶劍 |      |
| 1994年 | 餐餐有宋家         | 王爵   |      |
| 1995年 | 盞鬼老豆           | 頂爺   |      |
| 1995年 | 刀馬旦             | 張國霖 |      |
| 1995年 | 包青天             | 董太師 |      |
| 1996年 | 笑傲江湖           | 平一指 |      |
| 1996年 | 新上海灘           | 金雄鏢 |      |
| 1996年 | O記實錄II          | 陳雞   |      |
| 1996年 | 廉政行動組         | 王夏柏 |      |
| 1997年 | 大刺客之大唐聶隱娘 | 劉悟   |      |
| 1997年 | 大鬧廣昌隆         | 古仁貴 |      |
| 1998年 | 乾隆大帝           | 多隆   |      |
| 1998年 | 愛在暴風的日子     | 雷金發 |      |

### 電視劇（中國大陸）
| 首播   | 名稱   | 角色 | 備註               |
| 2017年 | 殺八方 | 四叔 |                    |
| 2021年 | 佈局   | 權叔 | 網絡劇，2017年拍攝 |

### 電視電影
- 1996年 失槍48小時（無綫電視）

### 電影
- 1971年　浪子之歌
- 1972年　蕩寇灘
- 1973年　兩隻老虎
- 1975年　正宗保鑣
- 1975年　包公奇案
- 1984年　省港旗兵 飾 阿泰
- 1985年　打工皇帝 飾 胡叔叔
- 1985年　威龍猛探 飾 按摩院經理
- 1985年　尖東梟雄 飾 爛雞賜
- 1985年　求愛反斗星
- 1985年　皇家師姐
- 1985年　開心三響砲 飾 大哥成
- 1986年　義蓋雲天 飾 蛇頭
- 1986年　紅外線
- 1986年　禁果情花
- 1986年　流氓英雄 飾 舒清
- 1986年　殭屍翻生 飾 大帥
- 1986年　冒牌大賊
- 1986年　歡樂叮噹 飾 沙皮狗
- 1986年　惡男
- 1986年　俾鬼捉 飾 大廈總經理
- 1986年　魔翡翠
- 1986年　我要金龜婿 飾 黑幫頭目
- 1987年　四大天王
- 1987年　養鬼仔
- 1987年　義本無言
- 1987年　不夜天
- 1988年　血玫瑰
- 1988年　情義心
- 1988年　殺出香港
- 1988年　省港風雲
- 1988年　慾燄濃情 飾 堅叔
- 1988年　殺出黃國
- 1988年　飛龍猛將 飾 律師
- 1988年　烈血風雲
- 1988年　獵鷹行動
- 1989年　開心巨無霸 飾 大圈毛佬強
- 1989年　城市判官
- 1989年　奇蹟
- 1989年　同根生 飾 馬覺海
- 1989年　至尊無上 飾 四叔
- 1989年　捉鬼大師 飾 投注馬迷
- 1989年　猛鬼山墳
- 1989年　忠義群英 飾 金大爺
- 1989年　沉底鱷 飾 沈Sir
- 1989年　目中無人
- 1990年　喋血江湖
- 1990年　無悔行動
- 1990年　地頭龍
- 1990年　橫衝直撞火鳳凰 飾 孖T
- 1990年　江湖最後一個大佬 飾 阿威
- 1990年　先發制人
- 1991年　毒豪 飾 唐叔
- 1991年　魔域飛龍 飾 王經理
- 1991年　猛鬼山墳 飾 威
- 1991年　貓變
- 1991年　駁腳差佬
- 1991年　忠奸盜
- 1991年　福星威龍
- 1991年　紅粉至尊
- 1992年　現代應召女郎 飾 西蒙
- 1992年　黑獄群龍會
- 1992年　1992女性寶鑒
- 1992年　瘋狂女殺手
- 1992年　毒狼
- 1992年　新龍爭虎鬥
- 1992年　殺入地獄
- 1992年　警察故事III超級警察 飾 毒販
- 1992年　夏月狂情
- 1992年　警網雄風
- 1992年　四海遊俠
- 1992年　轟天皇家將 飾 丙哥
- 1992年　鬼打鬼之黃金道士 飾 沈經理
- 1992年　引郎入室
- 1993年　慾海花
- 1993年　住家舞男
- 1993年　妙探雙嬌
- 1993年　公海強姦風暴
- 1993年　神鬼奇兵
- 1993年　雲雨生死戀
- 1994年　魔域追兇
- 1994年　亡命狙擊
- 1994年　奸人世家 飾 沈公正律師
- 1995年　怒海威龍
- 1995年　小醉拳 飾 大寶
- 1995年　沒有老公的日子 飾 威哥
- 1996年　運財五福星 飾 婚宴賓客
- 1996年　江湖情仇
- 1997年　檔案X殺人犯
- 1999年　AK47之天網
- 1999年　新城獵人
- 2001年　絕望邊緣
- 2002年　猛鬼放暑假

## 幕後作品
導演
- 1989年　駁腳差佬
- 1990年　江湖最後一個大佬
- 1991年　猛鬼山墳
- 1992年　新龍爭虎鬥（以原名「沈達威」執導）

編劇
- 1989年　駁腳差佬
- 1990年　江湖最後一個大佬
- 1991年　紅粉至尊
- 1992年　新龍爭虎鬥（以原名「沈達威」創作）
- 1996年　霹靂鳳凰
- 1997年　檔案X殺人犯（以筆名「霍敬堯」創作）
- 2001年　絕望邊緣

副導演
- 1988年　情義心、省港風雲、殺出香港

策劃
- 1991年　福星威龍
- 1995年　怒海威龍

## 外部連結
- 沈威在香港影庫上的簡介